# باريت دوس
باريت دوس (بالإنجليزية: Barrett Doss)‏ هي ممثلة أمريكية، ولدت في 30 نوفمبر 1987 في منيابولس في الولايات المتحدة.

## أعمال

### مسلسلات
- المحطة 19

## وصلات خارجية
- باريت دوس على موقع IMDb (الإنجليزية)
- باريت دوس على موقع قاعدة بيانات الفيلم (الإنجليزية)